# Vetivazuleno
Vetivazuleno con fórmula química C15H18, es un azuleno derivado obtenido a partir de aceite de vetiver. Es un sesquiterpeno bicíclico y un isómero de guaiazuleno. 